# Palič
Palič (németül Palitz) Lipová község településrésze Csehországban a Karlovy Vary-i kerület Chebi járásában. Lipovától 4 km-re délkeletre fekszik. A 2001-es népszámlálási adatok szerint 35 lakóházában 99 lakos él.
1. ↑  Cseh Statisztikai Hivatal: https://www.czso.cz/csu/czso/vysledky-scitani-2021-otevrena-data (cseh nyelven). (Hozzáférés: 2022. november 1.)